# Joseph Trapanese

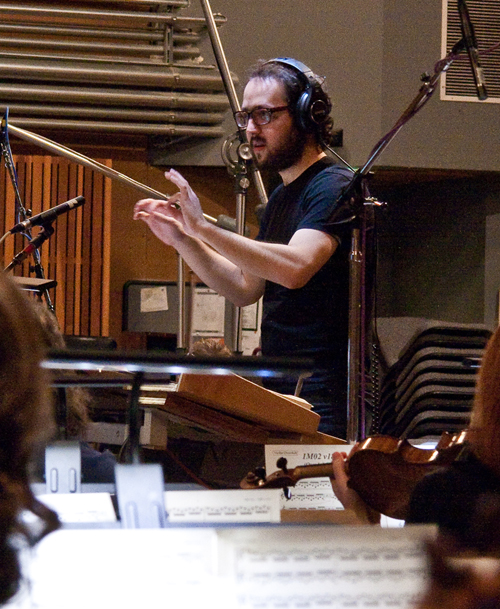
Joseph Trapanese (2013)

Joseph „Joe“ Trapanese (* 1984 in New Jersey) ist ein US-amerikanischer Produzent und Komponist für Musik von Filmen, Fernsehserien und Bühnenstücken.

## Leben
Joseph Trapanese wurde 1984 in New Jersey geboren. Für den Actionfilm The Bannen Way von Jesse Warren, der 2010 in die Kinos kam, komponierte Trapanese erstmals die Musik für einen Spielfilm. Ebenfalls 2010 komponierte er den Soundtrack zum Film Tron: Legacy von Joseph Kosinski und arbeitete hierfür mit dem French-House-Duo Daft Punk zusammen. Das Album erschien am 6. Dezember 2010 bei Walt Disney Records. Mit Mike Shinoda von Linkin Park schuf Trapanese die Filmmusik zum 2011 veröffentlichten indonesischen Martial-Arts-Film The Raid" und drei Jahre später auch zu dessen Fortsetzung The Raid 2. In der Zwischenzeit arbeitete er zusammen mit M83 an den Arrangements für deren Album Hurry Up, We’re Dreaming und an der Musik zum Science-Fiction-Film Oblivion aus dem Jahr 2013.
Zusammen mit Dia Frampton gründete Trapanese das Duo Archis, dessen erste Aufnahme sie im Februar 2015 veröffentlichten. Am 18. Februar 2016 wurde Trapanese für die Musik zum Film Straight Outta Compton im Rahmen der Black Reel Awards für die Beste Filmmusik ausgezeichnet. 2017 komponierte er die Musik für den Film No Way Out – Gegen die Flammen und gemeinsam mit dem Singer-Songwriter Jon Randall das von Dierks Bentley gesungene Lied Hold the Light. Der Film Greatest Showman, für den Trapanese gemeinsam mit John Debney die Filmmusik komponiert, kam im Dezember 2017 in die amerikanischen Kinos.
Trapanese komponierte und produzierte in der Vergangenheit zudem Musik für eine Reihe von Theaterproduktionen, die überwiegend in New York City entstanden waren, so für die Stücke The Cocktail Party von T. S. Eliot, Incident at Vichy von Arthur Miller und The Sea von Edward Bond.

## Filmografie (Auswahl)
- 2010: The Bannen Way
- 2010: Tron: Legacy
- 2011: Mamitas
- 2011: The Raid (Serbuan maut)
- 2012–2013: TRON: Der Aufstand (TRON: Uprising, Fernsehserie, 19 Folgen)
- 2013: Oblivion
- 2014: The Raid 2 (The Raid 2: Berandal)
- 2014: Earth to Echo
- 2015: Die Bestimmung – Insurgent (The Divergent Series: Insurgent)
- 2015: Straight Outta Compton
- 2016: Die Bestimmung – Allegiant (The Divergent Series: Allegiant)
- 2016: Dead of Summer (Fernsehserie, 10 Folgen)
- 2016: Stand
- 2016–2017: Quantico (Fernsehserie, 20 Folgen)
- 2017: Shimmer Lake
- 2017: Wolf Warrior 2 (战狼2)
- 2017: No Way Out – Gegen die Flammen (Only the Brave)
- 2017: Greatest Showman (The Greatest Showman)
- 2018: Arctic
- 2018–2019: Berlin Station (Fernsehserie, 10 Folgen)
- 2018: Robin Hood
- 2019: Stuber – 5 Sterne Undercover (Stuber)
- 2019: Susi und Strolch (Lady and the Tramp)
- 2020: Coffee & Kareem
- 2020: Zerplatzt (Spontaneous)
- 2020: Project Power
- 2021: Abenteuer ʻOhana (Finding ’Ohana)
- 2021: Shadow and Bone – Legenden der Grisha (Shadow and Bone, Fernsehserie)
- 2021: Prisoners of the Ghostland
- 2021: Happily
- 2021: 8-Bit Christmas
- 2021: The Witcher (Fernsehserie, 8 Folgen)
- 2022: Der Spinnenkopf (Spiderhead)
- 2023: The Machine

## Auszeichnungen (Auswahl)
Black Reel Award
- 2016: Auszeichnung für die Beste Filmmusik (Straight Outta Compton)

International Film Music Critics Award
- 2012: Nominierung für den IFMCA Award	als Breakthrough Film Composer of the Year

Saturn Award
- 2018: Nominierung für die Beste Filmmusik (Greatest Showman)[5]

World Soundtrack Awards
- 2013: Nominierung für den World Soundtrack Award in der Kategorie Discovery of the Year (Oblivion)
- 2015: Nominierung für den World Soundtrack Award in der Kategorie Bester Filmsong (Carry Me Home für Die Bestimmung – Insurgent)